# Elias Budde Christensen
Elias Budde Christensen (* 26. März 2002 in Dänemark) ist ein dänischer Schauspieler.

## Leben
Elias Budde Christensen wurde 2002 in Dänemark geboren. 2019 hatte Christensen in dem Film Königin seinen ersten Auftritt. 2020 erhielt er seine erste wiederkehrende Rolle in der Fernsehserie Wenn die Stille einkehrt. Im selben Jahr bekam er eine Rolle in Equinox.
Anschließend war er 2021 in Mikkel er død zu sehen. Außerdem wurde er 2022 für die Serie Nordland '99 gecastet. 2023 setzte Christensen seine Karriere in Synkefri fort.

## Filmografie
- 2019: Königin (Dronningen)
- 2020: Wenn die Stille einkehrt (Når støvet har lagt sig, Fernsehserie, 10 Folgen)
- 2020: Equinox (Fernsehserie, eine Folge)
- 2021: Mikkel er død (Miniserie)
- 2021: Dating for letøvede (Miniserie, 4 Folgen)
- 2021: Vores sidste sommer (Fernsehserie, eine Folge)
- 2022: Boys (Fernsehserie, 7 Folgen)
- 2022: Nordland '99 (Fernsehserie, 8 Folgen)
- 2022: Elvira (Fernsehserie, 3 Folgen)
- 2022: Krysantemum
- 2023: Synkefri